# Threskiornis
Threskiornis – rodzaj ptaków z rodziny ibisów (Threskiornithidae).

## Zasięg występowania
Rodzaj obejmuje gatunki występujące w Afryce, Azji, Australii i na niektórych wyspach Oceanii.

## Morfologia
Długość ciała 59–89 cm, rozpiętość skrzydeł 100–125 cm; masa ciała 1100–2500 g.

## Systematyka

### Etymologia
- Threskiornis: gr. θρησκεια thrēskeia „kult religijny”, od θρησκευω thrēskeuō „czcić”; ορνις ornis, ορνιθος ornithos „ptak”. Ibis czczony był czczony przez starożytnych Egipcjan, którzy ze względu na jego dziób w kształcie półksiężyca i jasne, białe upierzenie, uważali go za reprezentanta Thota, boga księżyca. Pierre Cabard i Bernard Chauvet w 2003 roku[9] odnoszą się do tego, że Thot był również patronem skrybów i że przez długi czas dziób i pióra ibisa służyły im za narzędzia do pisania[10].
- Apterornis: gr. απτερος apteros „bez skrzydeł”, od negatywnego przedrostka α- a-; -πτερος -pteros „-skrzydły”, od πτερον pteron „skrzydło”; ορνις ornis, ορνιθος ornithos „ptak”. T. solitarius został pierwotnie opisany jako ptak z rodziny drontów[10]. Gatunek typowy: †Apterornis solitarius Sélys-Longschamps, 1848.
- Carphitibis: gr. καρφη karphē „źdźbło słomy, siano”, od καρφω karphō „wysuszyć”; ιβις ibis, ιβιδος ibidos „ibis”[10]. Gatunek typowy: Ibis spinicollis R. Jameson, 1835.
- Ornithaptera: gr. ορνις ornis, ορνιθος ornithos „ptak”; απτερος apteros „bez skrzydeł”, od negatywnego przedrostka α- a-; -πτερος -pteros „-skrzydły”, od πτερον pteron „skrzydło”[10]. Gatunek typowy: †Apterornis solitarius Sélys-Longschamps, 1848.
- Setibis: łac. saeta lub seta „jeżyć, zjeżyć”; ibis, ibidis „ibis”, od gr. ιβις ibis, ιβιδος ibidos „ibis”[10]. Gatunek typowy: Ibis spinicollis R. Jameson, 1835.
- Borbonibis: Île Bourbon, dawna nazwa Réunion; gr. ιβις ibis, ιβιδος ibidos „ibis”[10]. Gatunek typowy: †Apterornis solitarius Sélys-Longschamps, 1848.

### Podział systematyczny
Niedawne badania przeprowadzone przez Mourer-Chauviré i współpracowników w 1995 i 2006 roku wykazały, że dront reunioński (Raphus solitarius) nie jest gołębiem, a ibisem z rodzaju Threskiornis. Do rodzaju należą następujące gatunki:
- Threskiornis solitarius (Sélys-Longschamps, 1848) – ibis reunioński – takson wymarły w XVIII wieku[14]
- Threskiornis aethiopicus (Latham, 1790) – ibis czczony
- Threskiornis bernieri (Bonaparte, 1855) – ibis białooki
- Threskiornis melanocephalus (Latham, 1790) – ibis siwopióry
- Threskiornis molucca (Cuvier, 1829) – ibis czarnopióry
- Threskiornis spinicollis (R. Jameson, 1835) – ibis żółtoszyi